# Glen Maye
Glen Maye (język manx Glion Maye) – miasto na zachodnim wybrzeżu wyspy Man; 1400 mieszkańców (2006).